# Julius Hess
Julius Hess (* 16. April 1878 in Stuttgart; † 21. Juli 1957 in Pöcking bei Starnberg) war ein deutscher Maler.

## Leben
Von 1900 bis 1903 studierte er an der Akademie der Bildenden Künste München. 1914 war er Mitbegründer der Münchener Neuen Secession. Ab 1927 bis 1946 war Julius Hess ordentlicher Professor für Malerei an der Akademie der Bildenden Künste München. In seiner Meisterklasse waren ab 1935 die Malerin Karoline Wittmann (1913–1978), Luise Niedermaier (1908–1997), Gabriele Thiersch (1920–2000), Irma Hünerfauth (1907–1998), Marianne Henselmann (1902–2002), die sich auch noch nach Abschluss ihrer Akademieausbildung regelmäßig bis zu seinem Tod in der Pixisvilla in Pöcking trafen, wo Julius Hess malte und lebte und ihre neuen Bilder besprachen. Julius Hess war Mitglied im Deutschen Künstlerbund. 1950 wurde Julius Hess ordentliches Mitglied der Bayerischen Akademie der Schönen Künste. Nach dem Kunsthistoriker Matthias Arnold ist sein Malstil stark von Paul Cézanne beeinflusst.
Julius Hess starb 1957 an seiner Malerstaffelei in Pöcking am Starnberger See. Bis zuletzt wurde Julius Hess von seinen Schülerinnen verehrt. Julius Hess ist in Stuttgart begraben.

## Werke (Auswahl)
- Im Hofgarten. Öl auf Leinwand, 49,5 × 63,5 cm (1918)
- Junge Dame im Zoo. Öl auf Leinwand, 95 × 75 cm (um 1925)
- Landschaft mit dem Monte Cresta. Ölbild auf Leinwand, 65,5 × 86 cm (um 1925)
- Im Gewächshaus. Ölbild auf Leinwand, 65 × 85 cm (1925)
- Lesende Dame auf der Cafeterrasse. Ölbild auf Leinwand, 75 × 55 cm (um 1930)
- Stillleben mit Früchten und zwei Steinzeugkrügen. Ölbild auf Leinwand, 56 × 75 cm (um 1930)
- Theaterschluss. Ölbild auf Leinwand, 82,5 × 55 cm (um 1930)
- Zwei Frauen in Unterhaltung auf einer Cafeterrasse. Ölbild auf Leinwand, 65,5 × 95 cm (um 1935)
- Zwei Mädchen im Gewächshaus. Ölbild auf Leinwand, 54,5 × 85 cm (um 1935)
- Altwasser, Landschaft in der Oberpfalz. Ölbild auf Leinwand, 65,5 × 85,5 cm (um 1940)
- Mädchen im grünen Sessel. Ölbild auf Leinwand, 75,5 × 55 cm (um 1940)
- Bei Kalmünz. Landschaft in der Oberpfalz (I). Ölbild auf Leinwand, 65 × 85 cm (um 1940)
- Unterhaltung. Ölbild auf Leinwand, 56 × 76 cm (um 1940)
- Stillleben mit blauer Vase. Ölbild auf Leinwand, 57 × 46 cm (um 1950)
- Joes Straßenbild. Ölbild auf Leinwand, 56 × 75 cm (um 1950)
- Rhododendron. Ölbild auf Leinwand, Besitz der Galerie Thannhauser, München
- Am Gardasee. Ölbild auf Leinwand, 60 × 75 cm (um 1925)
- Undosa am Starnberger See. Öl auf Leinwand, 55 × 65 cm (um 1930)
- Sohn und Tochter beim Brettspiel. Öl auf Leinwand, 55 × 76 cm (um 1940)
- Südliche Küstenlandschaft. Öl auf Leinwand, 56 × 75,5 cm, ausgestellt 1929 in der Frühjahrsausstellung K.V.H. (Klebezettel auf Keilrahmen).

## Bilder im öffentlichen Raum
- Bayerische Staatsgemäldesammlungen, München
- Städtische Galerie im Lenbachhaus, München
- Staatsgalerie Stuttgart
- Galerie der Stadt Stuttgart
- Staatliche Kunsthalle Karlsruhe